# Nederlands kampioenschap tafeltennis 2015
Het Nederlands kampioenschap tafeltennis 2015 werd gehouden in Zwolle op 28 februari en 1 maart 2015.
Op het programma stonden vijf onderdelen:
- Enkelspel mannen. Regerend kampioen was Ewout Oostwouder.
- Enkelspel vrouwen. Regerend kampioen was Li Jao.
- Dubbelspel mannen. Regerend kampioenen waren Martin Khatchanov en Barry Wijers.
- Dubbelspel vrouwen. Regerend kampioenen waren Carla Nouwen en Nicky Zetsen.
- Gemengd dubbel. Regerend kampioenen waren Martijn de Vries en Nicky Zetsen.

## Medaillewinnaars
| Onderdeel        | Goud                           | Zilver                                  | Brons                                                         |
| Enkelspel (m)    | Ewout Oostwouder               | Laurens Tromer                          | Rajko Gommers Barry Wijers                                    |
| Enkelspel (v)    | Li Jie                         | Britt Eerland                           | Angelique Gertenbach Linda Creemers                           |
| Dubbel (m)       | Nathan van der Lee Cosmin Stan | Patrick Oeij Laurens Tromer             | Martin Khatchanov Barry Wijers Bas Hergelink Stellan Smid     |
| Dubbel (v)       | Britt Eerland Kim Vermaas      | Melanie Bierdrager Angelique Gertenbach | Tali Cohen Brenda Vonk-Huntelerslag Suzanne Dieker Li Nan Sun |
| Dubbel (gemengd) | Rajko Gommers Kim Vermaas      | Martijn de Vries Nicky van Zetsen       | Merijn de Bruin Yana Timina Cosmin Stan Ana Gogorita          |